# Coleocephalocereus purpureus
Coleocephalocereus purpureus là một loài thực vật có hoa trong họ Cactaceae. Loài này được (Buining & Brederoo) F.Ritter mô tả khoa học đầu tiên năm 1979.